# Mazerolles (Hautes-Pyrénées)

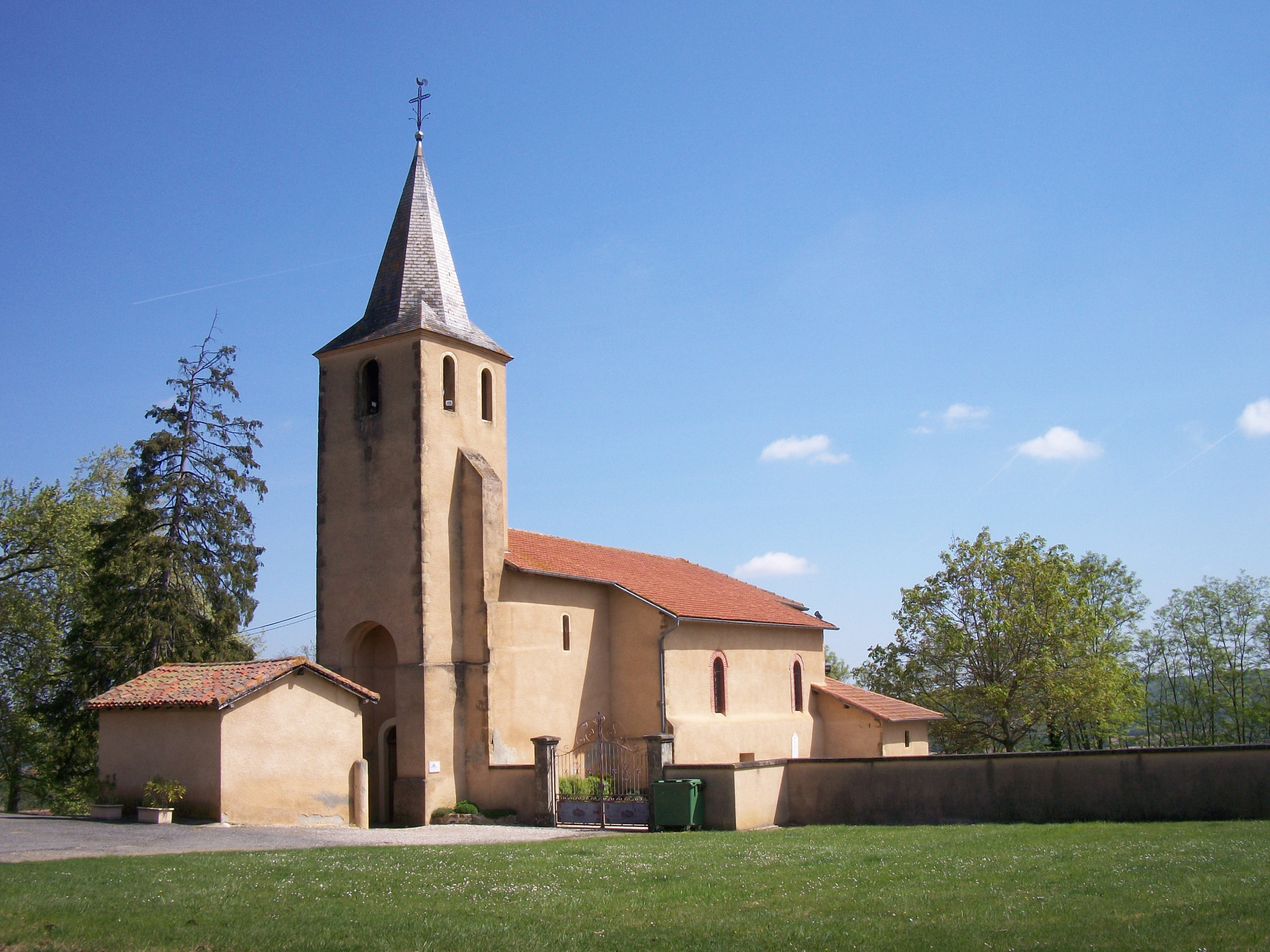
Mazerolles – Église de l’Assomption

Mazerolles (okzitanisch Maderòlas) ist eine südfranzösische Gemeinde mit 110 Einwohnern (Stand 1. Januar 2022) im Zentrum des Départements Hautes-Pyrénées in der Region Okzitanien.

## Lage und Klima
Die Gemeinde Mazerolles liegt im Pyrenäenvorland in einer Höhe von ungefähr 335 m. Die nächstgelegene Stadt Tarbes befindet sich ca. 30 km südwestlich. Das Klima ist gemäßigt bis warm; Regen (ca. 825 mm/Jahr) fällt hauptsächlich im Winterhalbjahr.

## Bevölkerungsentwicklung
| Jahr                     | 1800 | 1851 | 1901 | 1954 | 1999 | 2016 |
| ------------------------ | ---- | ---- | ---- | ---- | ---- | ---- |
| Einwohner                | 473  | 638  | 422  | 212  | 101  | 108  |
| Quelle:Cassini und INSEE |      |      |      |      |      |      |

Wegen der durch die Reblauskrise im Weinbau und die zunehmende Mechanisierung der Landwirtschaft ausgelösten Landflucht ging die Einwohnerzahl der Gemeinde seit Beginn des 20. Jahrhunderts kontinuierlich zurück.

## Wirtschaft
Die Gemeinde ist nahezu ausschließlich landwirtschaftlich orientiert.

## Geschichte
Der alte Ortsname Mazeroles wird im 14. Jahrhundert erstmals erwähnt. Seit dem Mittelalter und bis zum Beginn der Französischen Revolution gehörte die Gemeinde zur historischen Provinz Bigorre.

## Sehenswürdigkeiten
- Die vom örtlichen Friedhof umgebene und im ausgehenden 19. Jahrhundert an der Stelle eines mittelalterlichen Vorgängerbaus erbaute Église de l’Assomption ist der Himmelfahrt Mariens geweiht.
- Am Ortsrand befindet sich ein überdachter Waschplatz (lavoir).